# 伊春站
伊春站位于中华人民共和国黑龙江省伊春市伊美区，是南乌铁路、翠峦铁路上的火车站。车站于1945年3月投入使用，现由中国铁路哈尔滨局集团佳木斯车务段管辖。
车站设到发线3条、正线1条、调车线5条，并设基本站台和中间站台各一座；车站货场设货物线2条，另有2条铁路专用线与车站接轨。